# Campanula gelida
Campanula gelida es una especie de plantas con flores de la familia de las campanuláceas. Es originaria de las montañas Hrubý Jeseník en la República Checa. Se desarrolló a través de la especialización de una población aislada de Campanula scheuchzeri, una especie de los Alpes, que se expandió a la zona de los Sudetes durante un período más frío, probablemente la última edad de hielo. Está estrechamente relacionado con Campanula bohemica, endémica de los montes de Krkonoše.  A veces es considerada una sus  subespecies y se conoce como Campanula bohemica subsp. gelida.  Todos ellos pertenecen al grupo de especies relacionadas con Campanula rotundifolia agg.

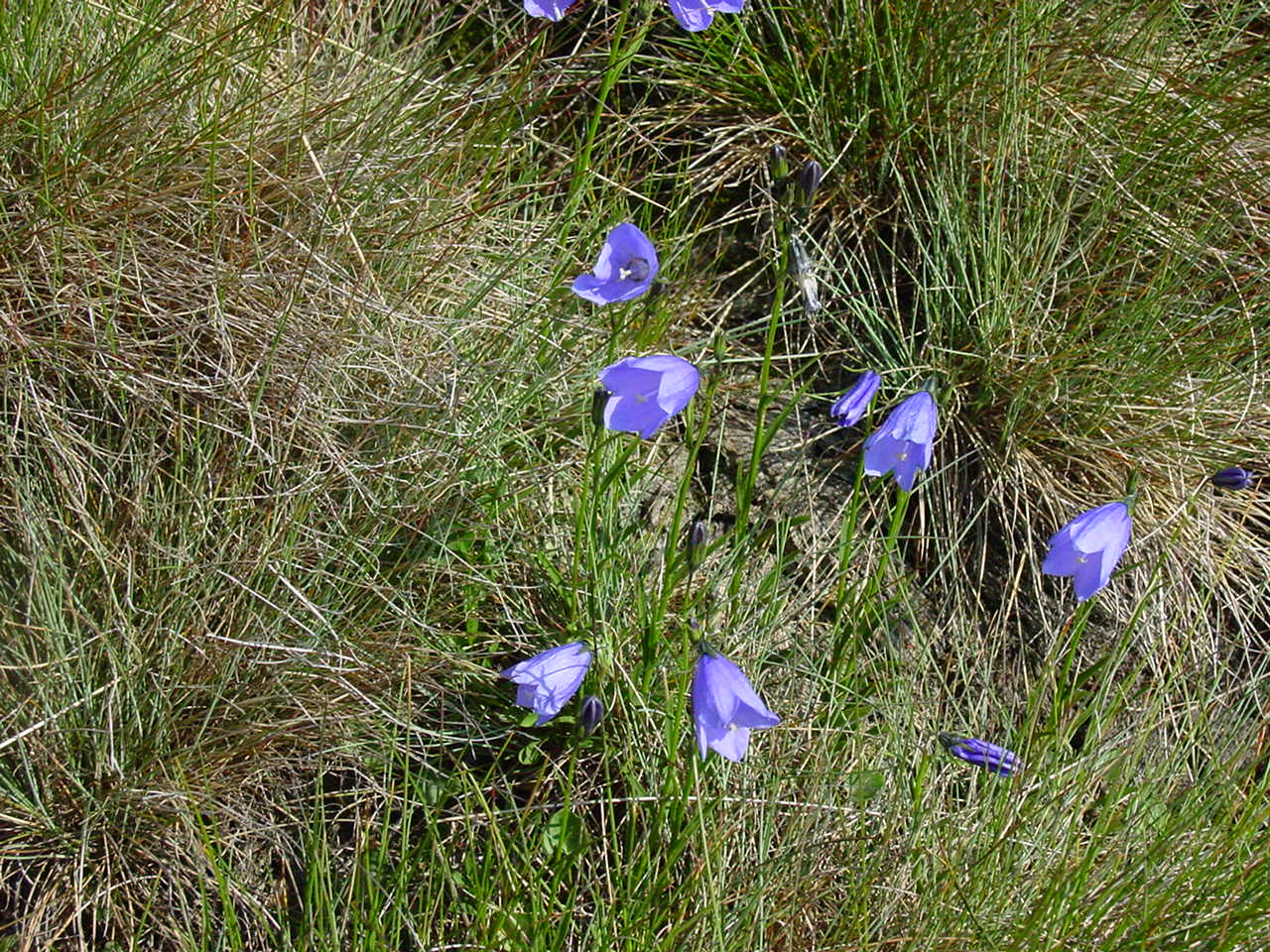
Vista de la planta en su hábitat

## Distribución
El único caso conocido de Campanula gelida en su entorno natural se encuentra en la reserva natural Praděd, a una altitud de 1.438 metros sobre el nivel medio del mar , donde  tiene que resistir las bajas temperaturas, viento y nieve. Crece en las laderas sur y este de la más alta roca  y en la vegetación herbácea que consiste principalmente en las festucas , dentro de los 10 metros a los pies de la roca. La ubicación no es accesible al público.

## Descripción
Campanula gelida es muy similar a su pariente más cercano Campanula bohemica. Miloslav Kovanda, fue el primer botánico que describió Campanula gelida en 1968, incluso más tarde fue reclasificada como subespecie. Recientemente, la mayoría de los botánicos consideran que es una especie independiente otra vez.
Campanula gelida puede distinguirse de Campanula bohemica especialmente por sus penachos, y las flores y cápsulas más pequeñas. Las flores crecen a menudo de forma independiente o en racimos formados por no más de cuatro flores. El tallo no es superior a los 20 cm de altura. Las hojas basales forman una roseta.

## Hábitat
Campanula gelida crece generalmente en pequeñas fisuras de la roca, en el suelo ácido. Prefiere los lugares soleados, pero algunas plantas crecen en la sombra también. La especie se reproduce principalmente vegetativa, debido a que sus posibilidades de reproducción sexual son muy limitadas por las climáticas condiciones de su ubicación. Las flores se produce a partir de mediados de julio hasta finales de agosto. Al igual que en otras campanillas, su gineceo se desarrolla después de que el polen ha sido liberado de los estambres, lo que impide la auto-polinización.

## Taxonomía
Campanula gelida fue descrita por Miloslav Kovanda y publicado en Folia Geobotanica et Phytotaxonomica 3: 408. 1968.
Etimología
Campanula: nombre genérico diminutivo del término latíno campana, que significa "pequeña campana", aludiendo a la forma de las flores.
gelida: epíteto latino que significa "muy fría".
Sinonimia
- Campanula bohemica subsp. gelida (Kovanda) Kovanda[10][11]